# Friedrich Schürer-Waldheim
Friedrich Schürer-Waldheim (auch Fritz Schürer von Waldheim; * 9. Juni 1896 in Wildalpen als Friedrich Anton Eugen Rudolf Schürer von Waldheim; † 19. April 1991 in Wien-Innere Stadt) war ein österreichischer Chirurg.

## Leben
Friedrich Schürer-Waldheim wurde am 9. Juni 1896 als Sohn des katholischen Arztes Friedrich Schürer von Waldheim und dessen evangelischer Ehefrau Caroline (geborene Marx) in Wildalpen geboren und am 24. Juni 1896 auf den Namen Friedrich Anton Eugen Rudolf getauft. Drei Jahre zuvor war seine Schwester Hella Pöch ebenfalls in Wildalpen zur Welt gekommen.
Nach einem Studium der Medizin an der Universität Wien wurde Schürer-Waldheim 1922 promoviert und arbeitete von 1923 bis 1926 als Operateur an der 1. Chirurgischen Universitätsklinik unter Anton Eiselsberg, anschließend als Mitarbeiter von Wolfgang Denk in Wien und Graz. Er habilitierte sich 1935 in Wien für Chirurgie und war 1938/39 provisorischer Leiter der 1. Chirurgischen Klinik. 1939 wurde er zum Professor ernannt. Von 1939 bis 1943 nahm Schürer-Waldheim als Chirurg am Zweiten Weltkrieg teil und war anschließend Primararzt am Wiener Wilhelminenspital. Er entwickelte ein Narkoseüberwachungsgerät (Kardiotron) und führte Operationen an Patienten mit Hämophilie durch.
Laut Bescheid des Innenministeriums vom 8. November 1971 wurde der Familienname auf Schürer-Waldheim geändert.
Am 19. April 1991 starb Schürer-Waldheim 94-jährig im ersten Wiener Gemeindebezirk Innere Stadt.  Er wurde am Döblinger Friedhof bestattet.

## Veröffentlichungen
- Die Chirurgie der Milz. In: Martin Kirschner, Otto Nordmann (Hrsg.): Die Chirurgie. 2. Auflage. Band 7, Urban & Schwarzenberg, Berlin 1942.

## Quelle
- Dietrich von Engelhardt (Hrsg.): Biographische Enzyklopädie deutschsprachiger Mediziner. Saur, München 2002, Bd. 2, S. 564.